# 新星乡 (简阳市)
新星乡，是中华人民共和国四川省资阳市简阳市曾经下辖的一个乡。2019年12月，撤销新星乡，将其所属行政区域划归三星镇管辖。

## 行政区划
新星乡撤销前下辖以下地区：
春天沟村、金盆庙村、宽沟村、雷公庙村、刘家沟村、平江村、桐麻岭村和邹家湾村。